# Julodis
Julodis  (лат.) — род жуков-златок.

## Распространение
Палеарктика. Африка. 

## Описание
В Южной Африке около 30 видов, в Палеарктике около 50 видов, в Европе 6 видов, в том числе Julodis armeniaca Marseul, 1865, J. ehrenbergii, Julodis intricata Redtenbacher, 1843,  J. pubescens. и Julodis splichali Obenberger, 1917. В России - единственный вид Julodis variolaris (Pallas, 1773).

## Список видов
Род включает следующие виды златок:
Julodis aberrans — J. aegyptiorum — J. aeneipes — J. aequinoctialis — J. algirica — J. anatolica — J. andreae — J. aristidis — J. armeniaca — J. atkinsoni — J. audouinii — J. badakschanicus — J. balucha — J. beludjistana — J. bleusei — J. brendelli — J. bucharica — J. bushirensis — J. cailliaudi — J. candida — J. chalcostigma — J. chrysesthes — J. clouei — J. coelatocollis — J. consobrina — J. cylindrica — J. cypria — J. cyrenaea — J. deserticola — J. dicksonae — J. distincta — J. ehrenbergii — J. eoa — J. escalerae — J. euphratica — J. faldermanni — J. fidelissima — J. fimbriata — J. floccosa — J. freygessneri — J. gotwendensis — J. indica — J. interpunctata — J. intricata — J. iris — J. kabakovi — J. karelinii — J. kerimi — J. klapperichi — J. kokandensis — J. lacunosa — J. laevicostata — J. longicollis — J. longiseta — J. lucasi — J. manipularis — J. marmottani — J. marseulii — J. matthiesseni — J. monstrosa — J. mrazi — J. nemethi — J. nivea — J. nusskina — J. obesa — J. obsoletesulcata — J. oertzeni — J. olivieri — J. onopordi — J. palmyrensis — J. partha — J. peregrina — J. pietzchmanni — J. pilosa — J. proxima — J. pubescens — J. punctatocostata — J. ramifera — J. rothii — J. scenica — J. sommeri — J. spectabilis — J. speculifer — J. splichali — J. sulcata — J. syriaca — J. tubu — J. variolaris — J. whitehillii — J. yvenii — J. zablodskii.